# إيصال

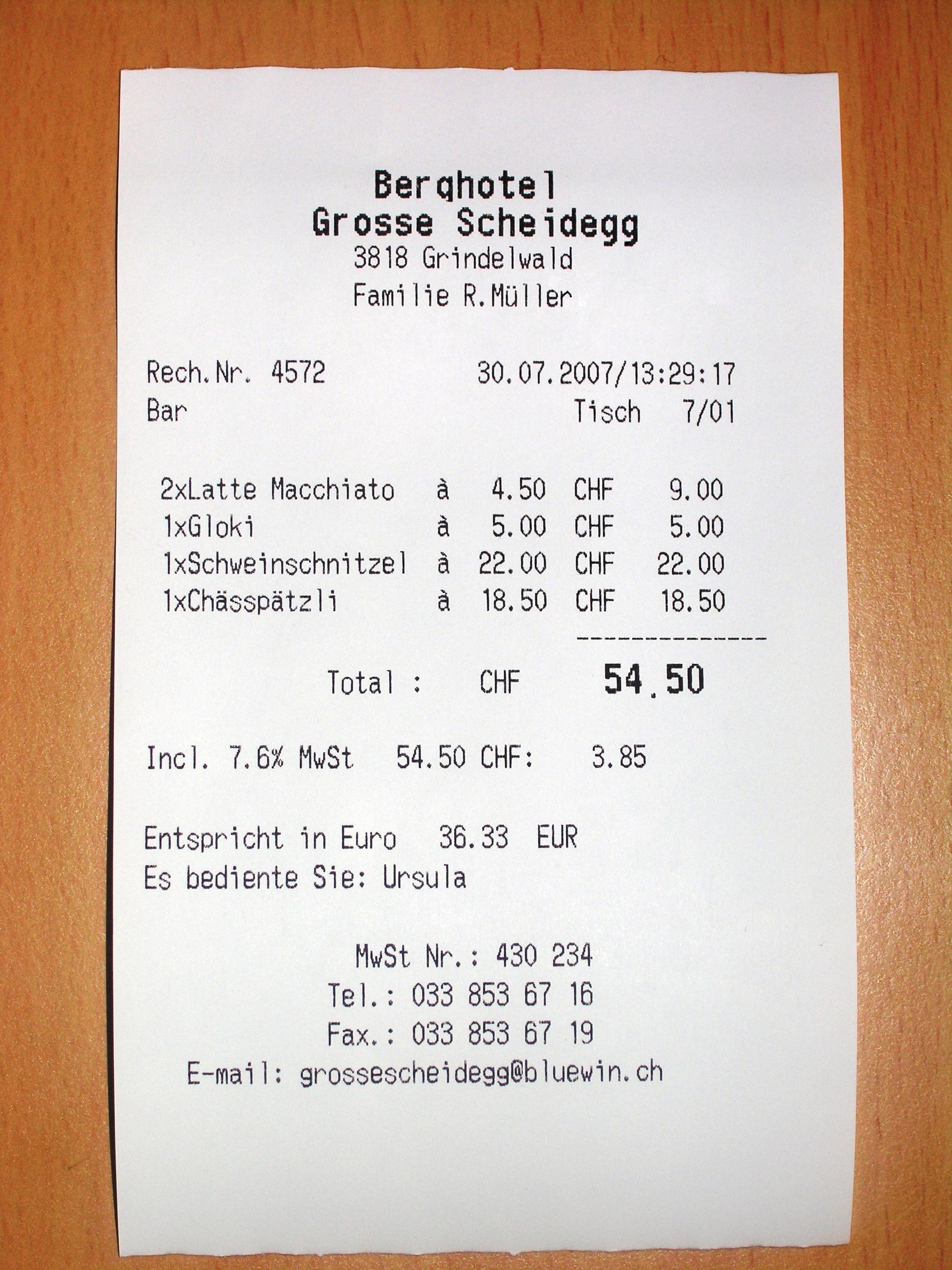
نموذج لإيصال

الإيصال المعروف أيضًا باسم قائمة التعبئة أو قسيمة التعبئة أو قسيمة التعبئة والتغليف أو جدول التسليم أو قائمة الشحن أو قائمة التسليم أو فاتورة الطرد أو فاتورة الشحن أو إيصال العميل، هو مستند يُقر بأن الشخص المعني تلقى مالًا أو ممتلكات مدفوعة بعد عملية البيع أو نقل البضائع أو مقابلة خدمة مُحددة. يجب أن تحتوي جميع الإيصالات على تاريخ الشراء. إذا كان يتعين على مُستلم الدفع تحصيل ضريبة المبيعات قانونيًا أو ضريبة القيمة المضافة من العميل؛ فسيتم إضافة المبلغ إلى الإيصال وسيُعتبر تحصيلها نيابةً عن السلطة الضريبية ذات الصلة. في العديد من البلدان، يتعين على بائع التجزئة تضمين ضريبة المبيعات أو ضريبة القيمة المضافة في السعر المعروض للبضائع المباعة، حيث يتم احتساب مبلغ الضريبة المفروض عليها عند نقطة البيع ومن ثم تحويلها إلى السلطات الضريبية في الوقت المناسب. وبالمثل، يمكن خصم المبلغ من المبلغ المستحقة للدفع، كما في حالة الضرائب المفروضة على الأجور. من ناحية أخرى، فإنّ البقشيش أو أي نوعٍ من الإكراميات الأخرى التي يقدمها العميل -على سبيل المثال في المطعم- لن تشكل جزءًا من مبلغ الدفع ولن تظهر في الإيصال.
في بعض البلدان، يجب على الشركة تقديم إيصال إلى عميل يؤكد تفاصيل المعاملة. في معظم الحالات، يوفر مستلم الأموال الإيصال، ولكن في بعض الحالات يقوم الدافع بتوفيره، كما في حالة البضائع المعادة مقابل استرداد الأموال المدفوعة. الإيصال ليس هو نفسه الفاتورة.
لا يوجد عادة نموذج محدد للإيصال، مثل شرط أن يُصدر بواسطة جهازٍ خاص. يمكن للعديد من نقاط البيع أو آلات تسجيل النقد أن تصدر الإيصالات تلقائيًا. يمكن أيضًا إصدار الإيصالات من خلال أنظمة المحاسبة، أو إنتاجها يدويًا أو إلكترونيًا، على سبيل المثال إذا لم تجري المعاملة وجهًا لوجه. لتقليل تكلفة البريد والمعالجة، لا تقوم العديد من الشركات بإرسال الإيصالات بالبريد إلى العملاء، وذلك ما لم يطلبها العميل على وجه التحديد أو أن يكون الأمر مطلوبًا بموجب القانون، كما يقوم البعض بإرسالها إلكترونيًا. يُفضل البعض الآخر، لتوفير الوقت والورق، استخدام الفواتير أو الحساب أو بيان أنّ العميل قام بالدفع.

## سير العملية

### إيصالات المتاجر
تتمثل الممارسة المتّبعة في معظم المتاجر عند نقاط الدفع بقيام البائع بإجراء مسح أو تسجيل سعر عمليات الشراء الخاصة بالعميل بطريقة أو بأخرى، بما في ذلك الضرائب والخصومات والائتمانات المصرفية أو أي تسوياتٍ أخرى. في المُعاملات التقليدية والتي لا تزال موجودةً في بعض الشركات العائلية اليوم، يقوم البائع بإظهار ملخص عملية الشراء (أي الفاتورة) للعميل؛ ولكن تتجاوز العديد من المتاجر اليوم هذه المرحلة. تُعتبر عادة تقديم الفاتورة هي الأكثر شيوعًا في المطاعم التي تُقدم «السند المالي» بعد الانتهاء من الوجبة.
سيُعلم البائع العميل (سواء عن طريق فاتورةٍ أو غير ذلك) بالمبلغ الإجمالي المستحق المطلوب منه، ثم سيستعين العميل بإحدى الطرق المُقترحة لدفع ذلك المبلغ. يعتبر الدفع نقدًا بشكلٍ مباشرٍ أو غير مباشر بمثابة دفعٍ للمبلغ المطلوب، لكن حساب الدفع عن طريق المتجر ليس كذلك. بعد معالجة قيمة الدفع، يقوم البائع بإنشاء مستند الفاتورة والإيصال. إذا تم الدفع بواسطة بطاقة دفع، فسيتم إنشاء سجل دفعٍ في هذه الحالة أيضًا.
تُعتبر الفاتورة والإيصال السجل المطبوع للمعاملة وهي مُستنداتٌ قانونية. عادة ما يتم تسليم نسخةٍ من هذه المستندات إلى العميل، على الرغم من إمكانية الاستغناء عن هذه الخطوة. في كثير من البلدان، قد يكون بائع التجزئة مُلزمًا قانونيًا بتقديم إيصال إلى العميل يشمل تفاصيل المعاملة والمتجر والمعلومات الأخرى، بحيث يمكن للسلطة الضريبية التحقق من عدم إخفاء ضرائب المبيعات والضرائب ذات الصلة. قد تتضمن الوثيقة أيضًا رسائل من البائع أو تفاصيل الضمان أو الإرجاع أو العروض أو الإعلانات أو قسائم الشراء، ولكنها مجرد إعلانات ترويجية وليست جزءًا من الإيصال الرسمي.

### إيصالات أخرى
قد يتم أيضًا توفير إيصالات للعمليات المُغايرة للتجزئة مثل المعاملات المصرفية.

### الرموز الشريطية
قد تقوم المتاجر التي تستخدم قارئات الرموز الشريطية بإنشاء إيصالات تحتوي على رمزٍ شريطي لرقم تعريف الإيصال، مما يسمح للبائع بمسح الرمز الشريطي لاسترداد تفاصيل المعاملة الأصلية بسرعة، على سبيل المثال: إذا أراد العميل إرجاع أو تبديل السلعة أو إذا كان لديه استعلامٌ آخر.

### تاريخ العُملاء
تسمح بعض أنظمة نقاط البيع الخاصة بتجّار التجزئة، إذا كانت مربوطةً بحساب المتجر الخاص بالعميل، للبائع برؤية السجل الكامل لعمليات شراء العميل. يُعتبر الإيصال (أو نسخة من الإيصال) إثباتًا لعملية الشراء الذي عادةً ما يكون ضروريًا لإجراء عملية إرجاع السلعة، وغالبًا ما يلعب دورًا مهمًا في سياسة الإرجاع والتبديل في الشركة المعنية.

## المستلمون
تُرسل قائمة حساب إلى الشخص المسؤول عن دفع الفاتورة بينما تُرسل قائمة الشحن (أو قسيمة التغليف) إلى المستلم. تُضمّن قائمة الشحن في الصندوق المشحون. في بعض السيناريوهات، سيدفع نفس الشخص الفاتورة وسيستلم السلعة المشحونة. ومع ذلك، يمكن للشخص شراء منتج ودفع ثمنه وإرساله إلى شخص آخر (كهديةٍ مثلًا).

## تفاصيل قائمة الشحن
تختلف قوائم الشحن حسب الأعمال ومنتجاتها. يجب أن تحتوي كل سلعةٍ مشحونةٍ إلى عميل على قائمة شحن تتضمن تاريخ الطلب، والمنتجات الموجودة داخل الصندوق، وكمية كل منتج. قد ترغب بعض الشركات في تضمين وزن المنتج بجواره. يستخدم العديد من المتلقين قائمة الشحن كدليلٍ أو كقائمةٍ مرجعية عند تفريغ طلباتهم. إذا كان هناك شيءٌ مفقودٌ من الصندوق، فسيقومون بالتأكد من قائمة الشحن ثم سيقومون بتنبيه البائع.

## الإيصالات اليدوية
تُستخدم الإيصالات المكتوبة بخط اليد أو المُعبأة يدويًا في كثير من الأحيان للمعاملات غير المنتظمة أو المتكررة، أو في حالة المعاملات التي تجري في ظلّ غياب آلات تسجيل النقد أو نقطة بيع، على سبيل المثال: السجل الذي يُقدمه المالك للمستأجر بعد استلام الإيجار. يمكن أن يُطلب هذا النوع من الإيصالات أيضًا عندما يقوم ممثلو الشركة بشراء البضائع، لأنّ قواعد اقتطاع الضرائب قد تتطلب إيصالاتٍ موقعة باليد.

## الصناعات ذات الصلة
يعتبر تنظيم الإيصالات والمستندات المالية المشابهة صناعةً بقيمة ملايين الدولارات في الولايات المتحدة. يمكن للمستهلكين استخدام كلٍ من برامج سطح المكتب وبرامج الإنترنت لتنظيم الإيصالات الإلكترونية، في بعض الأحيان يتم إرسال الإيصالات رقميًا من أجهزة نقاط البيع مباشرة إلى المستهلكين. أدّى التوجه المتزايد نحو الإيصالات الرقمية إلى إنشاء شركاتٍ جديدة تركّز على إدارة الإيصالات الرقمية. تتوقع التحليلات حدوث انخفاضٍ ثابتٍ في شعبية الأعمال الورقية التقليدية في المستقبل القريب، حيث يبدو حاليًا أنّ رواد الأعمال ينتقلون بالكامل تقريبًا إلى استخدام برامج إدارة المستندات عبر الإنترنت.